# 올리버 뇌빌
올리버 파트리크 뇌빌(독일어: Oliver Patric Neuville, 1973년 5월 1일 ~ )은 독일의 은퇴한 축구 선수이다.
뇌빌은 스위스 로카르노에서 이탈리아인 어머니와 벨기에계 독일인 아버지 사이에서 태어났으며, 이탈리아권 도시인 로카르노에서 자랐다. 그는 18살 때 이탈리아 국적을 취득하였으나, 독일 국적도 포기하지 않고 있었다. 그는 독일어를 잘 몰라서 이후 독일 축구 국가대표로 활동할 때에는 통역이 필요할 정도였다.
그는 1992년 스위스 슈퍼리그의 세르베트 FC에서 선수 생활을 시작하였으며, 스페인 프리메라리가의 CD 테네리페에서도 잠시 선수생활을 하였으나, 1997년 이후 독일 분데스리가로 와서 주로 선수생활을 하였다. 그는 1997년부터 1999년까지 FC 한자 로스토크, 1999년부터 2004년까지 바이어 04 레버쿠젠, 2004년부터 보루시아 묀헨글라트바흐에서 선수로 활동하였다.
그는 독일 국가대표팀으로도 선발되어, 2002년 FIFA 월드컵에서 파라과이와의 16강전, 2006년 FIFA 월드컵 본선과 예선의 폴란드전에서 골을 기록하는 등 활약을 하였다. 그는 1998년 9월 2일 몰타와의 경기에서 첫 출전 후 69회의 국가대항전을 치렀으며, 10골을 기록하였다.

## 수상
레버쿠젠
- 분데스리가 : 준우승 (2001-02)
- UEFA 챔피언스리그 : 준우승 (2001-02)

 독일
- UEFA 유럽 축구 선수권 대회 : 준우승 (2008)
- FIFA 월드컵 : 준우승 (2002), 3위 (2006)